# Hai//om (volk)
De Hai//om is een San-bevolkingsgroep in Namibië.
Oorspronkelijke bewoonden de Hai//om het natuurpark Etosha, maar werden daaruit verdreven door de Zuid-Afrikaanse machthebbers in 1954.
In 1996 en 2000 hebben de Hai//om toegangen van Etosha geblokkeerd om terugkeer naar geboortegrond te vragen, maar zonder succes.
Tegenwoordig wonen de Hai//om in plaatsen als Outjo, Otjiwarongo, Tsumeb en Oshivelo. Net als overige San groepen behoren de Hai//om tot de meest kansarme bevolkingsgroepen van Namibië.